# Carbonate de sodium

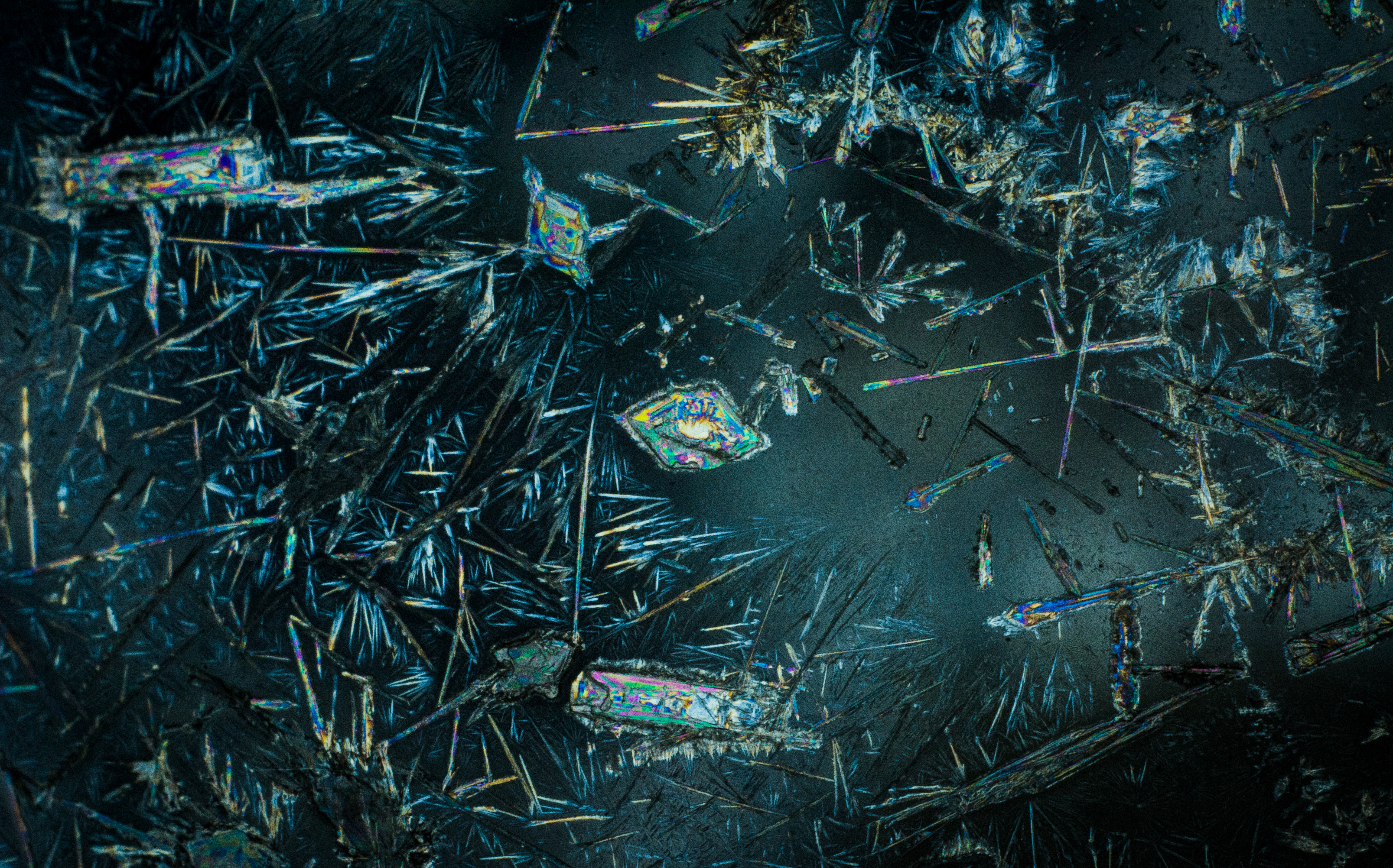
Cristaux de carbonate de sodium vus au microscope polarisant.

Le carbonate de sodium est un composé chimique de formule Na2CO3 et correspondant à l'espèce minérale naturelle dénommée natrite. Il s'agit d'un sel de sodium de l'acide carbonique. Il représente un des grands produits polyvalents de la chimie moderne. Dans le langage courant, ce solide ionique, le plus souvent sous forme poudreuse, et ses solutions aqueuses sont dénommés communément respectivement cristaux de soude et soude, du nom ancien de cet alcali minéral, utilisé précocement dans l'industrie verrière antique.
Il ne faut pas confondre le carbonate de sodium Na2CO3 avec l'hydroxyde de sodium NaOH, dit « soude caustique », ni avec le bicarbonate de sodium NaHCO3, autrefois nommé communément « bicarbonate de soude ».

## Obtention
Le carbonate de sodium peut être obtenu à partir de gisements de natron Na2(CO3) • 10 H2O, souvent stocké en réserve géologique sous forme de thermonatrite Na2(CO3) • H2O, ou encore de trona Na2CO3 • NaHCO3 • 2H2O. En Égypte antique, on le trouvait dans la fleur de natron des lacs Amers ou dans les cendres lessivées des nombreuses plantes de la famille des chénopodiacées poussant sur les salisols. La salicorne sur les rivages de Méditerranée ou diverses plantes des rivages atlantiques, dénommées communément soude, donnaient par combustion des cendres, dont on tirait un sel soluble ou alcali nommé soude. Il s'agit de l'« alcali minéral » des Anciens.
Les déserts alcalins et surtout leurs lacs endoréiques alcalins offrent de nombreuses ressources en carbonate de sodium ; par exemple le lac Magadi au Kenya, le lac Owens et les nombreux lac Soda ou Alkali lake en Californie, en Oregon, en Colombie-Britannique. Il y a aussi pléthore d'anciens lacs, comme le lac Searles.
Le procédé Leblanc a été élaboré entre 1771 et 1791. Il a connu un essor vigoureux après 1830, mais s'est effondré vers 1870.
Le procédé Solvay ou procédé à l'ammoniac qui produit du carbonate de sodium à partir de sel et de craie l'a supplanté avant 1870 car moins coûteux en charge de combustible et relativement moins polluant. Il exploite souvent les saumures de sel gemme peu coûteuses et la grande solubilité du bicarbonate d'ammonium dans l'eau, a contrario de la faible solubilité à froid du bicarbonate de sodium NaHCO3. Le carbonate de sodium ou soude Solvay est obtenu finalement en chauffant du bicarbonate de sodium à la température de 100 °C. Les soudières produisent un composé Na2CO3 pulvérulent, nommé soude légère. Sa densité apparente est de l'ordre de 0,5 t/m3. Pour diverses applications industrielles, une recristallisation du monohydrate, puis une calcination au four tournant est nécessaire pour obtenir différents carbonates de sodium denses : ce sont les soudes denses (marquées souvent d'une majuscule indiquant l'application), de densité apparente de l'ordre de 1 t/m3.
Les procédés de fabrication de Na2CO3, anhydre et purifié, à partir d'extractions minières, natron ou trona, l'emportent sur le procédé Solvay, qui n'en conserve au mieux que les deux tiers de la production mondiale. Celle-ci est estimée à 40 millions de tonnes au début des années 1990.

## Propriétés physico-chimiques

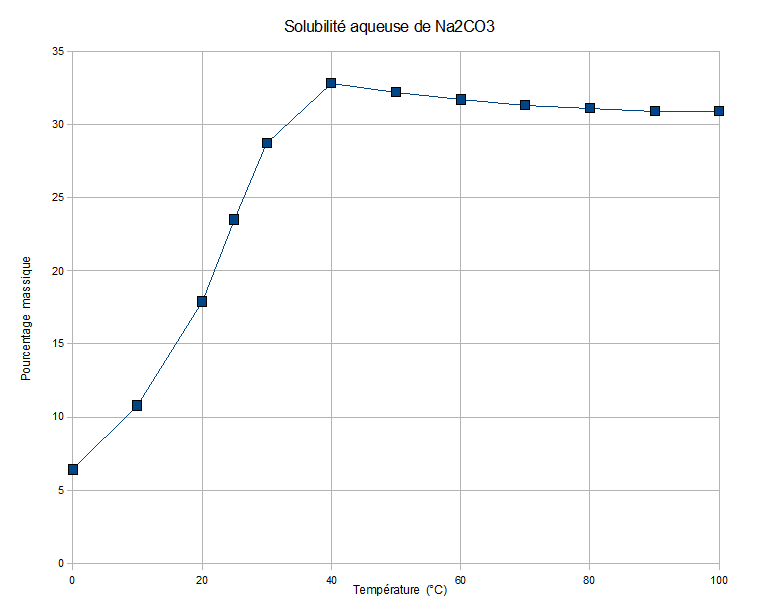
Solubilité aqueuse du.

La solubilité du carbonate de sodium dans l'eau croît avec la température, jusqu'à 33 % en masse à 40 °C, puis décroît au-delà, pour tendre vers une valeur légèrement inférieure, à 30 % en masse. La solubilité à saturation pour 100 g d'eau pure est de 7,1 g à 0 °C, de 45,5 g à 100 °C.
Une solution à 50 g/L présente une masse volumique de 1,045 g/mL dans les conditions normales de température et de pression. Son pH mettant en jeu le couple hydrogénocarbonate HCO3−/carbonate CO32− est 11,9.
Exposé à l'air humide, le carbonate de sodium anhydre se dégrade en bicarbonate de sodium.
Na2CO3 solide anhydre + H2O vapeur d'eau ou par condensation + CO2 gaz au ras du sol → 2 NaHCO3 solide
Na2CO3 est peu soluble dans l'éthanol et insoluble dans l'acétone.
Le carbonate de sodium réagit avec la plupart des acides pour donner du dioxyde de carbone. Il précipite aussi par échange d'ions, plusieurs sels métalliques solubles.

## Toxicité
Le carbonate de sodium n'est pas toxique pour l'environnement. Il peut être irritant sur la peau et il est donc préférable de le manipuler avec des gants.

## Utilisation
Dès l'Antiquité égyptienne, il y a 4 000 ans, cet alcali a servi à la fabrication du verre. Dans l'industrie verrière, il sert toujours à apporter du Na2O ou oxyde de sodium à la composition verrière. Elle porte le nom technique de soude V. Cette dernière peut être aussi nécessaire à la fabrication d'émail, de couverts, d'émaux pour la céramique.
L'alcali minéral a été utilisé en quantité industrielle en savonnerie à l'époque moderne. Il l'est toujours dans l'industrie des savons et des détergents, en particulier les lessives. Utilisé en complément de la lessive lorsque l'eau est dure, il en augmente l'efficacité mais n'empêche pas les dépôts de calcaire.
Il a été et est abondamment utilisé comme alcali dans l'industrie de la cellulose et du papier.
En sidérurgie, le carbonate de sodium Na2CO3 est tout à la fois un fondant, un désulfurant, un désiliciant, déphosphorant et un dénitrurant. Les opérations de désulfuration entre hauts-fourneaux et convertisseurs d'aciérie utilisent des briquettes de carbonate de sodium.
La métallurgie des métaux non ferreux, par exemple Cr, V ou U, emploie du carbonate de sodium, souvent marquée M.
Le carbonate de sodium est très utilisée en synthèse chimique. Pour résumer ces emplois pléthoriques, son adjonction permet souvent de préparer des dérivés sodiques d'un ou des composé(s), ce(s) dérivé(s) devenant beaucoup plus soluble(s) dans l'eau que le composé initial. Quelques produits obtenus à partir du carbonate de sodium sont le bicarbonate de sodium purifié, le silicate de sodium et ses dérivés, les phosphates, le percarbonate de sodium, le bichromate de potassium, les sulfites, des engrais...
Le carbonate de sodium est utilisé dans l'alimentation comme additif alimentaire et réglementé sous le numéro E500(i). Il sert comme anti-agglomérant, régulateur alimentaire de pH et agent de levuration.
Il entre dans la composition de certains isolants à base de chanvre[réf. souhaitée], en usage dans le secteur du bâtiment.
C'est un agent de neutralisation pour les eaux agressives, il intervient dans la production des eaux potables suivant des normes officielles. Il neutralise aussi l'acide sulfurique des batteries.
Le carbonate de sodium est également utilisé en remplacement du sel de déneigement car beaucoup moins perturbant pour l'environnement.

### Nettoyant ménager
De plus en plus, le carbonate de sodium (vendu sous le nom ancien de « cristaux de soude ») est utilisé par les particuliers comme produit ménager écologique.
En effet, l'ion carbonate étant une base moyenne (pH de 11,5 à 12,5), il aura la capacité d'hydrolyser et donc de saponifier les graisses présentes (des esters d'acides gras hydrophobes).
En clair, alors que dans le lave-linge ou le lave-vaisselle, les tensioactifs ou savons vont attraper les particules hydrophobes avec leur queue apolaire et les mélanger à l'eau pour les évacuer avec leur tête polaire, le carbonate de sodium va venir transformer sur place les graisses en savon capable de se lier à l'eau.
Ainsi le carbonate de sodium ne va pas « laver » au sens premier du terme, mais solubiliser les molécules de corps gras, en les hydrolysant pour les transformer en molécules de savon qui agit en tant que tel ou part directement avec l'eau de lavage.

### Au laboratoire
Le carbonate de sodium est une base faible facile d'emploi. Le carbonate de sodium, en dehors de son rôle évoqué en synthèse chimique, est utilisée, en laboratoire de recherche, pour stabiliser le milieu acido-basique, afin de conduire des réactions simples.
De même, en biochimie, une solution définie permet de stopper une réaction enzymatique.
Il entre dans le processus d'extraction de nombreux alcaloïdes, substances qui sont définies en particulier de la cocaïne de la feuille de coca.
Le carbonate de sodium entre dans la composition du Caffenol, un révélateur film noir et blanc que l'on peut aisément préparer chez soi.
Le carbonate de sodium est aussi utilisé dans le processus de fabrication de la nitroglycérine (plus précisément dans le lavage de celle-ci).

### Histoire
À la Belle Époque, le carbonate de sodium figure déjà parmi les substances les plus utilisées dans l'industrie. C'est véritablement le procédé Solvay qui a permis la banalisation du produit et de ses dérivés dans de nombreux usages quotidiens, artisanaux ou industriels, au point que ceux-ci étaient désignés de façon populaire comme la « soude Solvay ».
Quant à l'heureux industriel belge devenu millionnaire, Ernest Solvay, il devint un mécène européen des sciences et techniques en favorisant l'essor des sciences (appliquées) et les rencontres ou sommets scientifiques, notamment ceux qui entreront dans l'histoire des sciences sous l’appellation de « congrès Solvay ».